# Weißlensburg
Weißlensburg ist ein zum Bretzfelder Ortsteil Bitzfeld zählender Weiler im Hohenlohekreis im nördlichen Baden-Württemberg.

## Geographische Lage
Der kleine Ort liegt überwiegend rechts des Flusses an der Brettach kurz vor deren Übertritt in die Nachbargemeinde Langenbrettach.

## Geschichte
Weißlensburg wurde 1407 als Wissingspürg als Weiler mit eigener Gemarkung erwähnt. Möglicherweise ist der Ort identisch mit den 1311 und 1387 erwähnten Orten Wessevenhofen und Wislingsdorf. Der Ort erhielt seinen Namen eventuell durch die Nähe zur Burg Neudeck oder durch eine abgegangene, nördlich des Ortes befindliche andere Burg, von der lediglich noch Flurnamen wie Burgwiesen, Schloßacker, Burggasse und andere künden könnten. Der Ort gehörte im 15. Jahrhundert zum Reichsgut der Herren von Weinsberg und kam später an Württemberg. Obwohl bis ins 18. Jahrhundert nur bis zu sechs Wohngebäude in Weißlensburg bestanden, war der Besitz stark zersplittert. Besitzanteile hatten außer Württemberg u. a. die Herren von Berlichingen, das Stift Öhringen sowie verschiedene Linien des Hauses Hohenlohe. Durch die Zersplitterung der Höfe wuchs der Ort im 18. Jahrhundert auf über 20 Wohnhäuser zuzüglich Nebengebäuden an. 1820 hatte Weißlensburg 138 Einwohner. Der Ort hatte bis 1837 einen eigenen Schultheißen und kam 1845 zu Bitzfeld.